# Déclubage
Le déclubage est une série de mesures entreprises par le gouvernement du Québec visant l'abolition des droits exclusifs de chasse et de pêche détenus par des associations fermées de chasseurs et de pêcheurs, ou clubs privés, sur les terres du domaine de l'État.
Sous la pression populaire, le gouvernement mène deux séries de mesures, appelées Opération « Accessibilité » et Opération « Gestion faune », qui visent à décloîtrer, voire souvent étatiser la gestion et l'exploitation de la faune ainsi que l'amélioration de son milieu.

## Privatisation de la gestion faunique

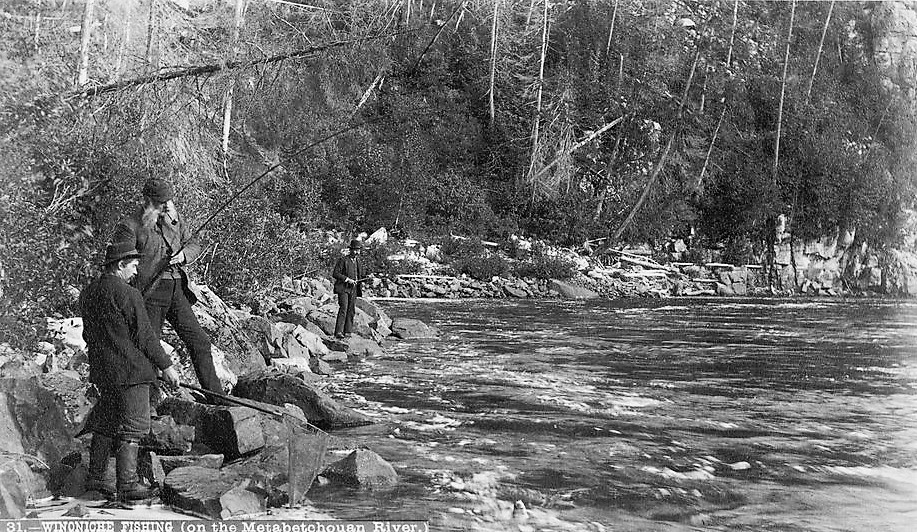
Pêche à la ouananiche à Métabetchouan à la fin du XIXe siècle.

À la fin du xixe siècle, l'urbanisation de l'arrière-pays entraîne une pression sur le gibier et la ressource halieutique. Le gouvernement du Québec, gestionnaire des terres de la Couronne, est préoccupé par le braconnage et la surexploitation de la faune sur les terres publiques à la frange des territoires colonisés. Le territoire étant immense, il est irréaliste à l'époque de mettre sur pied un système de gardes-faune relevant de l'État avec les ressources limitées dont il dispose. Afin de remédier à ce problème, il met en place un système permettant d'assurer la protection de la faune en délégant à des tiers la gestion et l'exploitation de la faune. À partir de 1887, le gouvernement du Québec loue des droits exclusifs de chasse et de pêche sur des territoires définis en octroyant des baux d'occupation des terres publiques. Le fait de sous-contracter à une grande échelle à des « mercenaires en matière de protection environnementale » la gestion et l'exploitation des ressources faunique sous forme de droits exclusifs sur les terres publique est inédit. Le modèle est imité par le Nouveau-Brunswick qui l'applique à ses rivières à saumon.

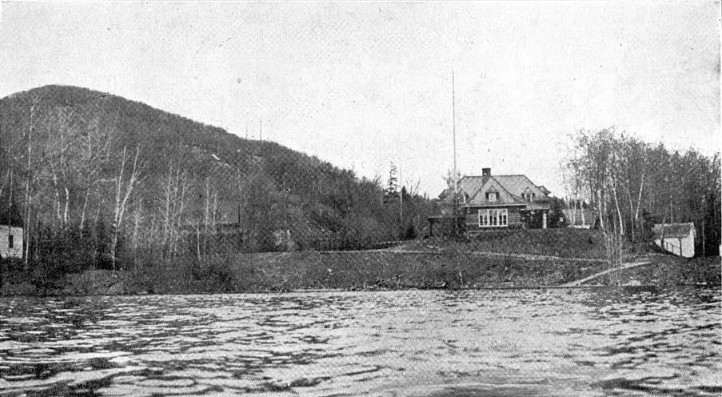
Camp du Laurentian Fish & Game Club.

Le développement des clubs privés se sont déroule alors en trois phases distinctes. La première est un développement lent jusqu'à la Seconde Guerre mondiale où le nombre de clubs est augmente graduellement jusqu'à 615. La création de nouveaux clubs s’accélère ensuite pour atteindre 2 200 clubs au milieu des années 1960, pour diminuer par la suite. En 1965, les clubs privés contrôlent la chasse ou la pêche sur 30 000 milles carrés (78 000 km2) de territoire public. En 1977, Il existe encore 1 164 baux de clubs privés et 222 baux de pourvoiries commerciales avec des droits exclusifs de chasse et de pêche. Les régions ayant les plus grandes superficies sous baux sont le Saguenay–Lac-Saint-Jean avec 3 900 milles carrés (10 100 km2), la région de Trois-Rivières avec 4 000 milles carrés (10 400 km2) et l'Outaouais avec 3 900 milles carrés (10 100 km2).

## Remise en question du modèle

### Point de vue institutionnel

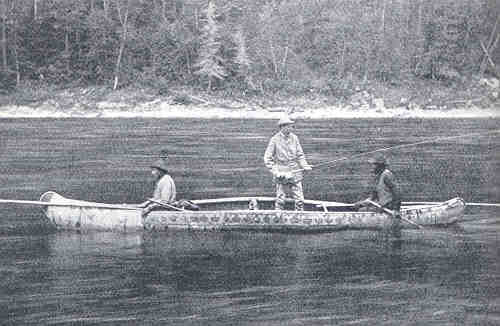
Pêche au saumon sur la rivière Restigouche en 1924.

Le modèle de privatisation est remis en question dans la décennie 1960 au sein de la sphère politique. Le rapport commandé à Wilfred M. Carter par le ministère du Tourisme, de la Chasse et de la Pêche (MTCP) affirme, à propos de la gestion du saumon de l'Atlantique que « l'exploitation des ressources récréatives par un ou des groupes exclusifs est indéfendable ».
Il existe tout de même des défenseurs du modèle qui, en revanche, invoquent des arguments d'efficacité et d'économie. En effet, le même rapport reconnaît des raisons économiques et environnementales au recours aux clubs privés, et recommande même leur maintien, mais dans certains cas seulement. La rhétorique d'efficacité du système est véhiculée à l'Assemblée nationale dans les années 1960 et 1970, alors que de nombreux rapports sur le braconnage dans les années 1960 pointent du doigt les lacunes de l'État comme gestionnaire faunique. Le recours aux clubs privés est perçu comme avantageusement économiquement : ils sont une source de revenu, rapportant 800 à 1 000 $ par saumon pêché, tandis que le MTCP est sous-financé.
On assiste à un effritement des appuis au modèle au sein de la classe politique, alors que du patronage systématique est révélé, et que des accusations d'annulation arbitraire de baux d'opposants politiques sont lancées de part et d'autre du Salon bleu.

### Point de vue social

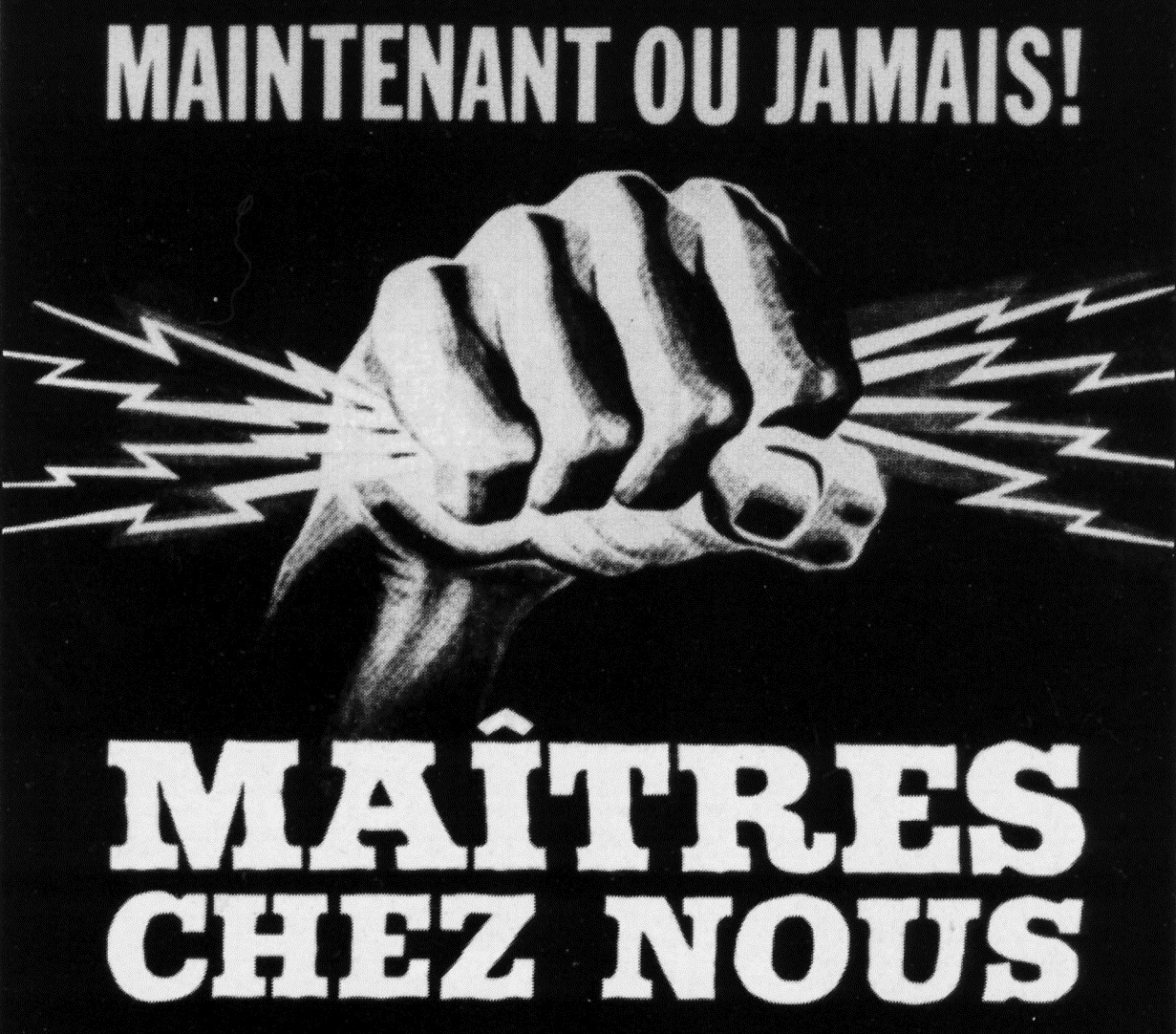
Slogan électoral du Parti libéral en 1962.

En pleine révolution tranquille, période de bouillonnement social et culturel, l'imaginaire du territoire nourri par la poésie et la littérature va entraîner une prise de conscience du phénomène et une volonté d'appropriation collective du territoire et de construction d'un pays. La nationalisation de l'électricité est l'une des matérialisation de ces transformations sociologiques. Parallèlement à ces changements, dans une société d'après-guerre, le tourisme forestier et la villégiature se développent rapidement : la classe moyenne dispose de temps libre et donc de vacances. La pression est forte sur les clubs privés et sur le gouvernement pour donner accès aux territoires publics à des fins récréatives.
Le chroniqueur de chasse et de pêche Serge Deyglun remet en question le modèle de gestion faunique par des clubs privés dans une série de reportages. Le syndicaliste Henri Poupart fait de même dans son essai Le scandale des clubs privés de chasse et de pêche, publié en 1971 aux éditions Parti pris. Des actions de contestation, comme des occupations illégales, ont lieu : par exemple, lors des fêtes de la Saint-Jean-Baptiste en 1970, entre 100 et 200 pêcheurs non-membres vont occuper le Saint-Bernard Fish and Game Club à Saint-Alexis-des-Monts.
Le Rassemblement pour l'indépendance nationale et le Parti québécois proposent le déclubage dans leurs programmes respectifs.

## Premières tentatives de déclubage

### Réduction des baux exclusifs
À partir du printemps 1970, le MTCP revoit ses façons de faire en matière de concessions de droits de chasse et de pêche. Il cesse d'abord d'émettre des nouveaux baux à des clubs privés. Avant de renouveler un bail, il tient compte de la localisation et l'utilisation effective du territoire. Ainsi, les territoires de clubs utilisés presque uniquement à des fins de villégiature voient leurs baux transformés en baux de villégiature. Quant aux baux de chasse et de pêche à des fins commerciales, le ministère en émet de nouveaux si la concession de ces derniers peut améliorer la situation faunique.

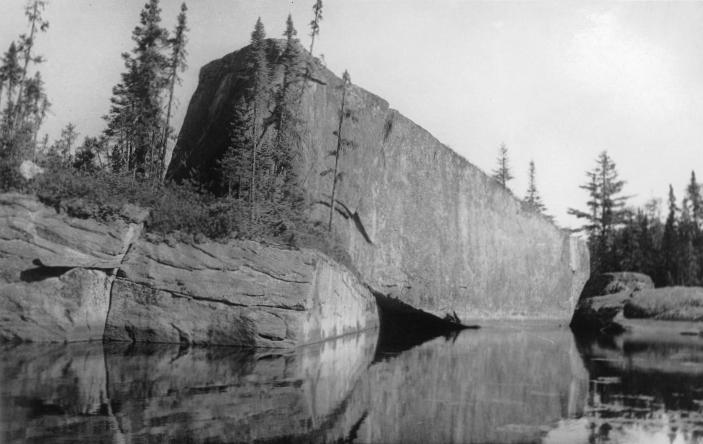
Le rocher Steamboat dans la réserve faunique du Saint-Maurice.

Ensuite, le ministère annule les baux des clubs ne respectant pas leurs obligations de protection de la faune. De cette manière, près de 600 clubs privés sont éliminés. Cependant, aucune nouvel agent de protection de la faune n'est affecté à ces territoire lors de la libération des droits de chasse, ce qui résulte en une surexploitation la ressource faunique. Cette opération se poursuit dans les parcs et réserves de la province, pour assurer l'intégrité de ces territoires.
Le gouvernement tente également de créer des réserves de chasse et pêche dont la gestion est déléguée à une association de bénévole. Une telle association se voit donner les mêmes pouvoirs qu'à un pourvoyeur à condition de laisser le territoire libre d'accès. Six réserves sont créées de cette manière. Cependant, l'enthousiasme initial est vite freiné : une réserve (Saint-Maurice) est reprise par le gouvernement, deux (Chute-Saint-Philippe et Forestville) éprouvent des difficultés de recrutement d'administrateurs, deux (Causapscal et Labrieville) sont devenues des quasi clubs privés et une dernière (Baie-Comeau―Hauterive) s'est retrouvée sans administration.

### Opération «Accessibilité»

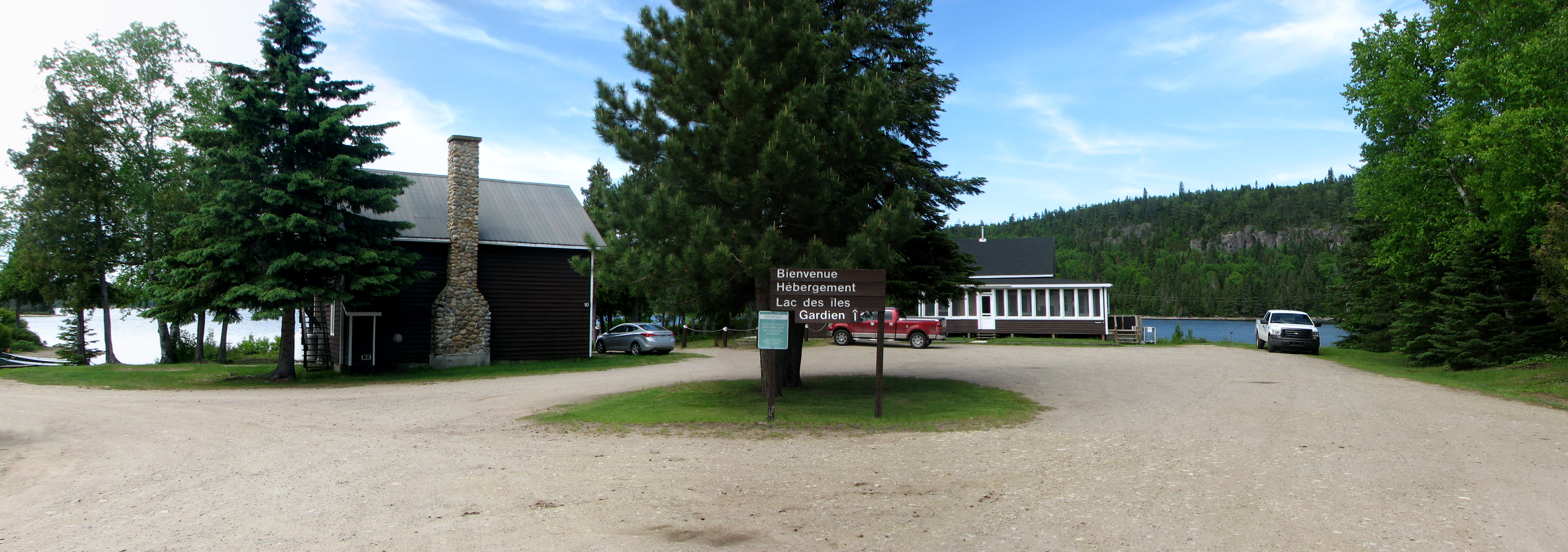
Pavillon d'accueil dans la réserve faunique Mastigouche.

Avec le temps, la pression populaire pour l’abolition des clubs privés s'est intensifiée pour culminer en 1969 et 1970 par des actes violents. C'est pour pallier cette pression que le gouvernement met en place l'Opération « Accessibilité » qui doit en trois phases mettre fin aux clubs privés. Seule la première a vu le jour, soit la création de réserves de chasse et pêche gérée cette fois-ci par le gouvernement. 100 clubs privés voient leur baux annulés et être remplacés par les réserves de Papineau-Labelle, Joliette, Mastigouche et Portneuf. Cette opération a été jugée comme étant un succès, l’accessibilité et la gestion de la faune. Cependant les coûts d'opérations ont été jugés élevé avec beaucoup de dépense qui n'avait rien à voir avec la gestion faunique (chalet, camping, location d'embarcations) et peu compatible avec l'activité d'un ministère.

## Opération «Gestion faune»

### Fin des baux

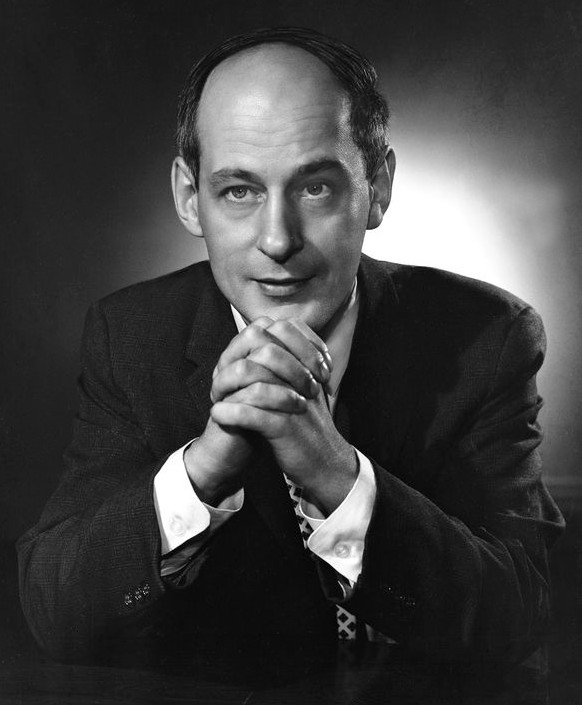
René Lévesque en 1961.

Le MTCP adopte une posture de statu quo pendant près de 10 ans. Le changement de gouvernement de Robert Bourassa à René Lévesque et le passage du MTCP aux mains d'Yves Duhaime fait bouger les choses. À la fin de l'année 1977, au terme d'études secrètes et intensives menées au sein de son ministère, Duhaime annonce l'Opération « Gestion faune » : les clauses d'exclusivité des baux des clubs privés ne sont pas reconduites au-delà du 1er avril 1978. À cette date, il reste encore 1 164 clubs privés qui occupent 16 000 milles carrés (41 440 km2) de territoire public québécois, soit environ la superficie de la Suisse. Le gouvernement fait le choix de ne pas exproprier les 12 000 bâtiments dont sont propriétaires les clubs afin d'éviter une des coûts estimés à 60 M$,. Ainsi, les clubs privés peuvent conserver leurs installations (chalets, camps, etc.), mais le territoire est désormais accessible à la population générale.
La protection du territoire est désormais assumée par des agents de conservation de la faune relevant du MTCP. Le ministère embauche de nombreux biologistes et agents fauniques et commandes de nombreuses études.

### Création des ZEC
L'Opération « Gestion faune » entraîne la création de 50 zones d'aménagement contrôlé sur les territoires des anciens clubs. Ces zones deviendront les territoires des zones d'exploitation contrôlées (ZEC), administrés par des organismes à but non lucratif composés de citoyens et d'utilisateurs des territoires poissonneux et giboyeux, reprenant essentiellement le modèle mis en place au début des années 1970.
La prise en charge locale de la gestion faunique apparaît alors comme une solution alternative aux parcs provinciaux. Ces associations sont constituées selon deux principes moraux, soit « assurer qu'il n'y ait pas de faits et gestes ou de pratique défavorable au bien commun » et « assurer l'égalité des chances pour tous à l'accès et à l'utilisation de la ressource faunique » . Ces principes fondateurs de même que l'implication des utilisateurs dans la prise de décision est près des demandes formulées par les groupes de pression au courant de la décennie. L'historien Antoine Beaulieu-Claveau affirme que « le système des ZEC apparaît ainsi comme un système démocratique, populaire et axé sur la protection faunique, allant de pair avec les efforts de régionalisation déployés par le Parti québécois. [...] Le choix du gouvernement d'agir rapidement semble ainsi justifié par une volonté d' empêcher la réapparition de mouvements contestataires. »

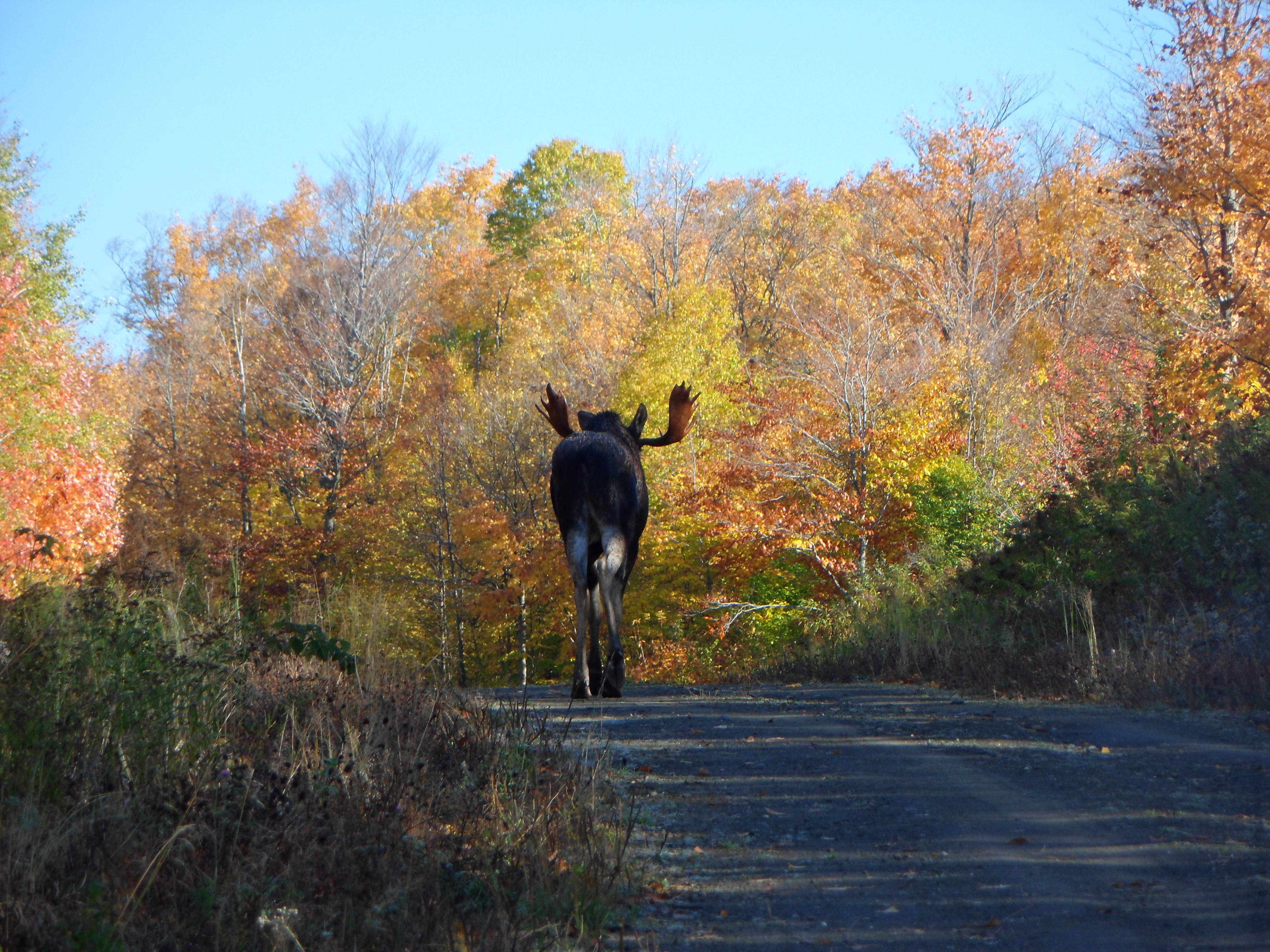
Orignal dans la ZEC Owen.

55 ZEC sont créées et s'étalent sur un territoire de 37 000 km2. Le MTCP dirige les orientations de l'aménagement du territoire tandis que la prise de décision sur les projets d'aménagement se fait de façon locale. Le pouvoir est accordé aux ZEC de demander la fermeture d'un lac afin d'y laisser la faune benthique se régénérer.
Même si les ZEC prévoient une forme de membership et des frais annuels pour absorber les coûts d'immobilisation et d’entretien, le statut de membre de confère pas d'exclusivité.
Le déclubage demeure cependant incomplet. En 1978, on reconduit les baux de 26 clubs opérant sur des rivières à saumon. Lucien Lessard, autrefois militant engagé contre les clubs privés devenu ministre des Loisirs, de la Chasse et de la Pêche, mettra un terme à la plupart de ces baux en 1980.

### Critiques et pressions

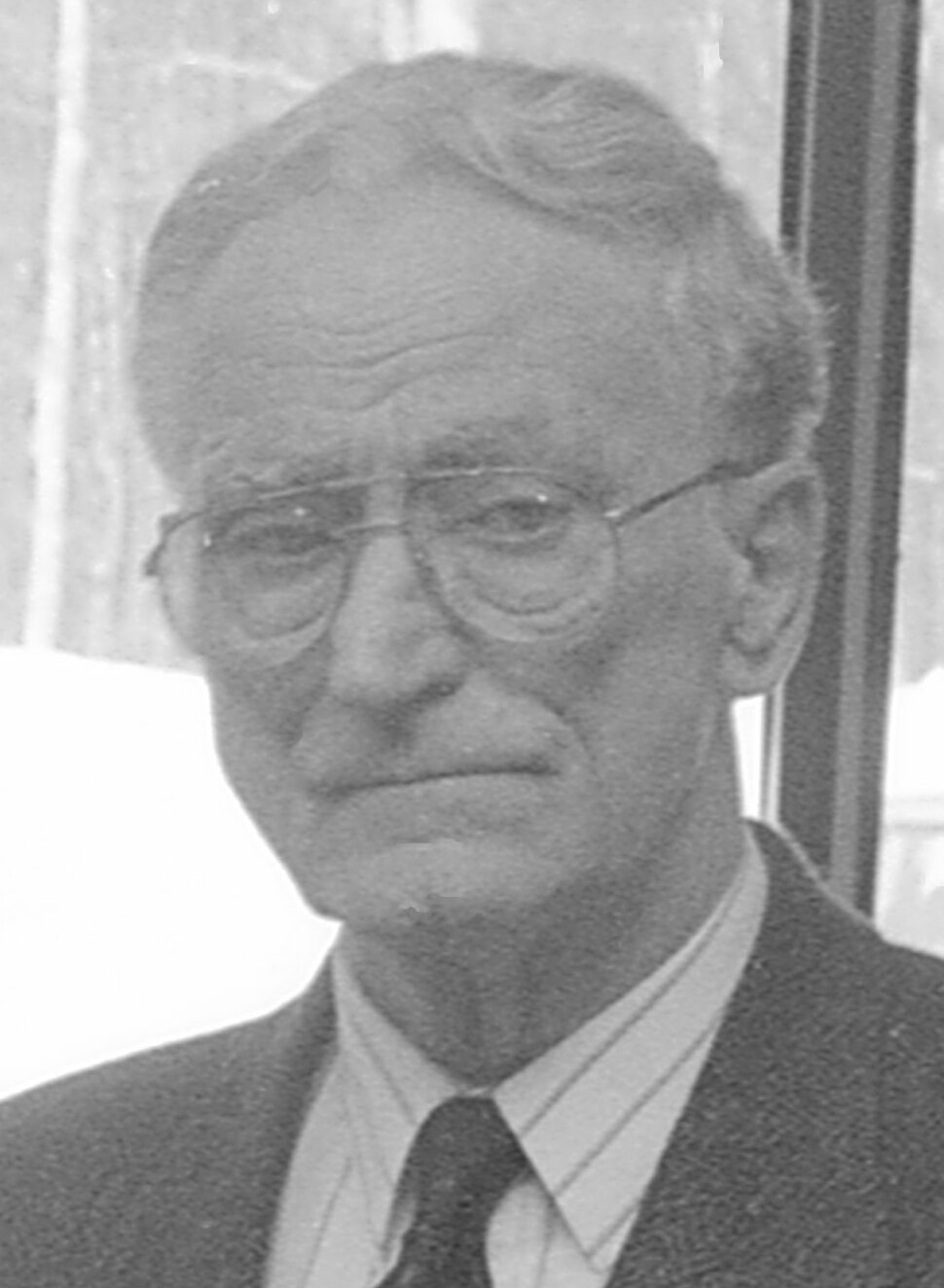
Claude Ryan, chef de l'opposition de 1976 à 1983.

L'Opération « Gestion faune » fait l'objet de critiques relatives à la précipitation et l'apparente improvisation du gouvernement dans le dossier du déclubage. Plusieurs membres des clubs privés et d'importantes compagnies manifestent leur mécontentement, notamment par l'envoi de 20 000 lettres de protestation. Le Parti libéral parle d'un « coup d'État » et rebaptise les ZEC et ZAC en « zones d'extermination complète [et] zones d'anéantissement complet », redoutant les effets délétères sur la faune de confier la gestion faunique à des groupes citoyens.
Un groupe de pression, la Société d'aménagement, de conservation, et d'exploitation rationnelle de la faune (SACERF) est mis sur pied par les membres de clubs privés qui ont perdu leurs droits exlcusifs. La SACERF échoue à faire changer les positions du gouvernement. Néanmoins, une majorité des organismes administrant des ZEC sont constituées par des membres de la SACERF.
Devant certains excès des pêcheurs, alors que les agents peinent à faire respecter la règlementation et obtenir des statistiques de prises, le permis de pêche, aboli avec les baux en 1978, est reconduit deux ans plus tard,.

## Postérité

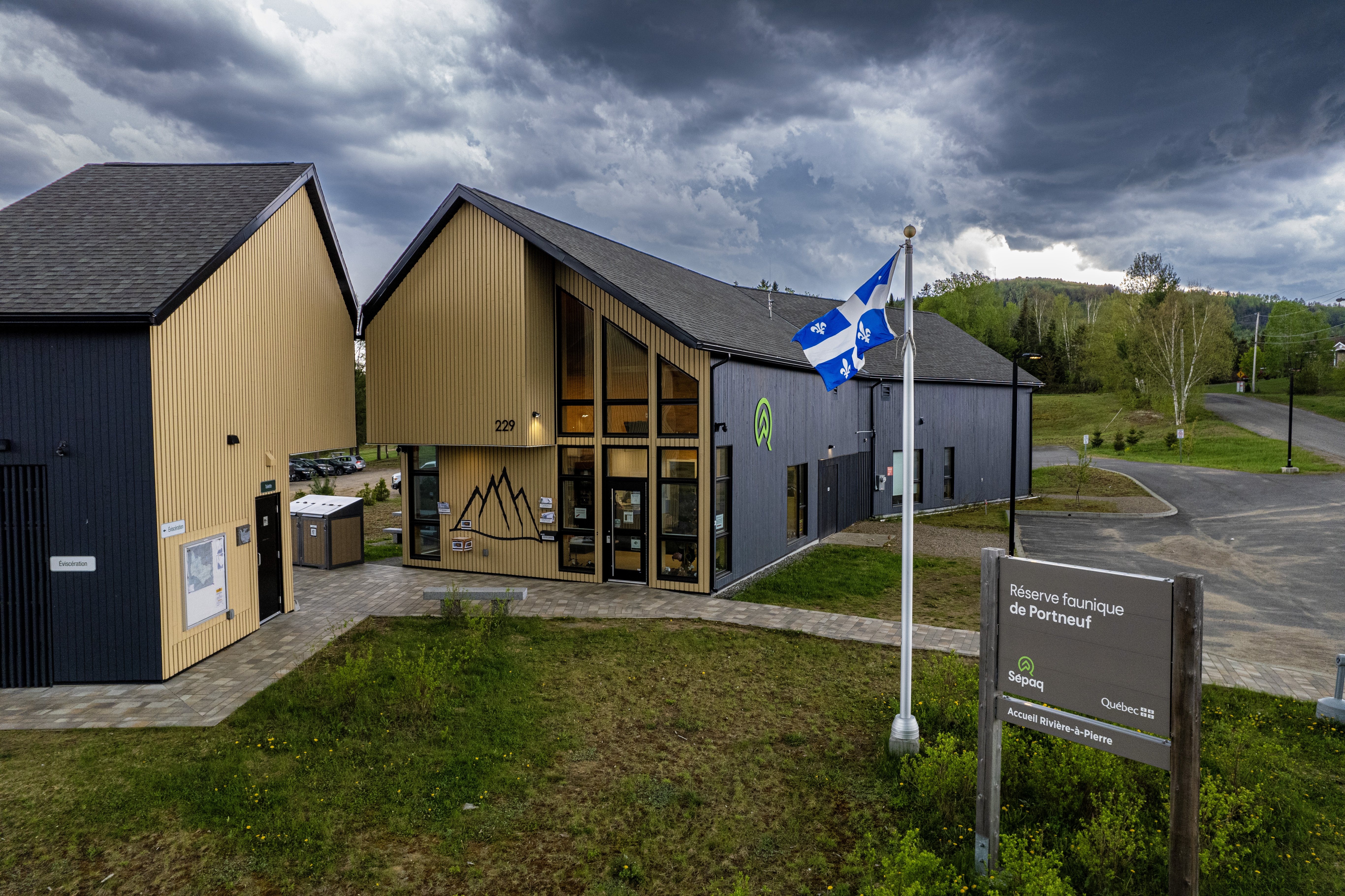
Poste d'accueil de la réserve faunique de Portneuf en 2024.

Les Opérations « Accessibilité » et « Gestion faune » auront fait tripler le nombre de jours-pêche-homme en une année, passant de 500 000 sous le régime des clubs à 1 400 000 sous le régime des ZEC, résultant en une plus grande accessibilité au territoire pour la population. On compte en 2024 63 ZEC,.

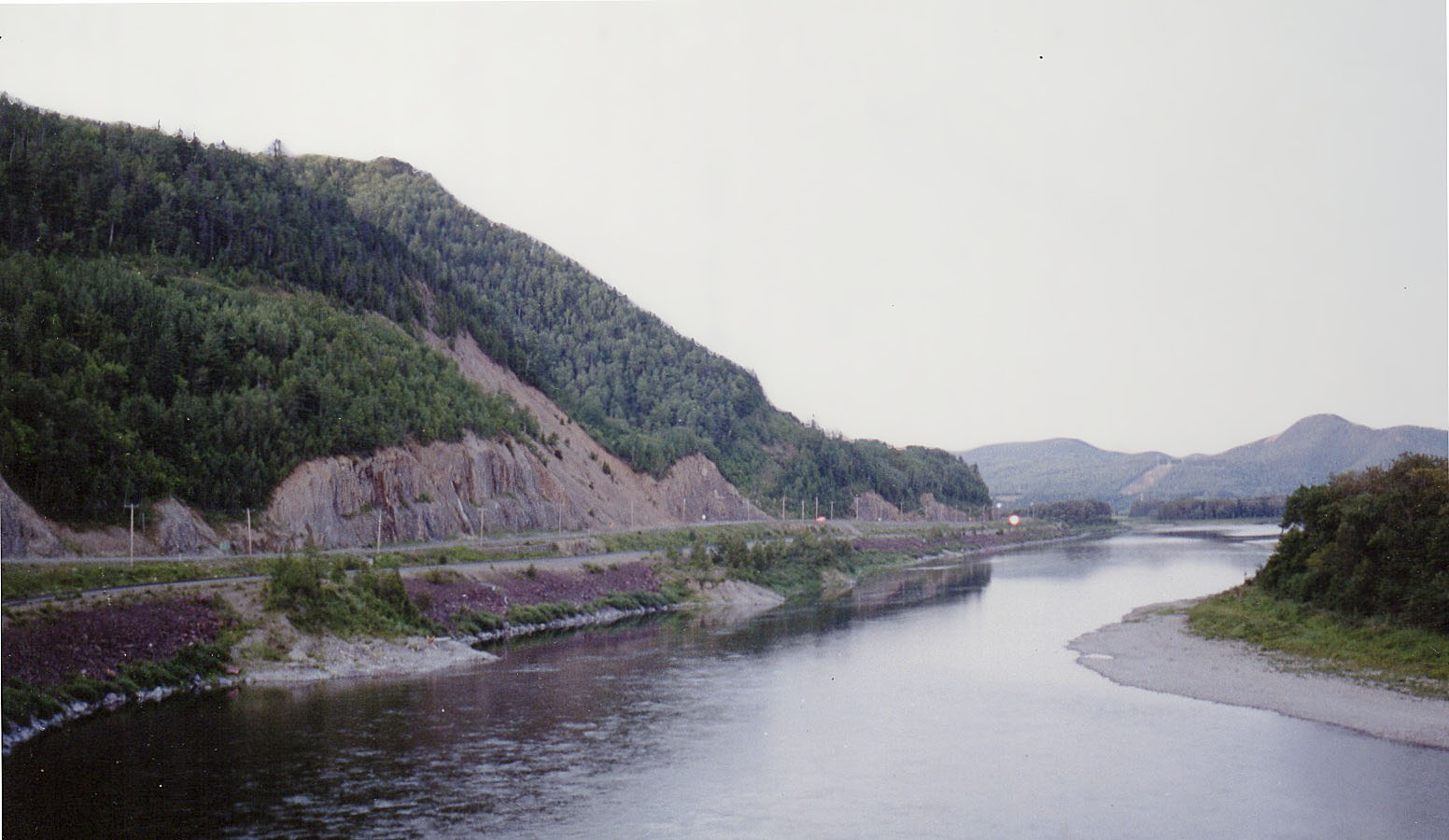
Rivière Restigouche près de Listuguj.

En rétrospective, déclubage n'a pas pris en compte les droits ancestraux des autochtones :  « quelques années après cette appropriation du territoire, on se rend compte d'une chose dont on est très conscient maintenant, c'est que le territoire n'appartient peut-être pas [uniquement] aux Québécois ». En effet, au terme du déclubage des rivières à saumon, ont lieu en 1981 des affrontements entre le gouvernement et les autochtones en lien avec les droits de pêche : la Guerre du saumon, sur la Côte-Nord, et le raid de Restigouche, en Gaspésie. Ces événements exposent le paradoxe du colonisé-colonisateur, c'est-à-dire le Québec qui s'approprie des Britanniques et des Américains un territoire déjà occupé par les autochtones.